# Difuzija
Difuzíja je spontano razširjanje snovi, toplote ali gibalne količine zaradi prostorske nehomogenosti odgovarjajočih fizikalnih količin. Difuzija je relativno hitra v plinih, počasnejša v tekočinah in zelo počasna v trdnih snoveh. Pojav lahko opazimo, če kanemo kapljico barvila v posodo z mirujočo čisto vodo, ali pri dimu, ki se dviga iz dimnika in porazgublja v zraku. V obeh primerih je difuzija rezultat turbulentnega gibanja tekočine, ne pa kemijskih reakcij ali delovanja zunanjih sil. Za različne mehanizme prenosa snovi prek celične membrane, ki jih poganja difuzija, se je v celični biologiji uveljavil izraz pasivni transport.

## Etimologija
Beseda 'difuzija' izvira iz latinskega 'diffusio', ki pa je tvorjenka sestavljenega glagola 'diffundere'. Slednji vsebuje predpono 'dis-' (približen prevod 'raz-') in 'fundere', 'liti'.

## Fizikalne osnove
Difuzija je entropijsko gnan proces, ki poteka, vse dokler ni doseženo termodinamsko ravnovesje. Pri stalnem tlaku p in temperaturi T je torej difuzija sorazmerna gradientu kemijskega potenciala µ, sorazmernostni faktor pa je difuzijska konstanta D:
{\displaystyle J=-D\left({\frac {\partial \mu }{\partial x}}\right)_{p,T}\!\,.}
V večini primerov je kemijski potencial premo sorazmeren koncentraciji c, kar vodi do Fickovih zakonov. Sorazmernost odpove pri zelo razredčenih raztopinah, kjer je kemijski potencial sorazmeren logaritmu koncentracije.

### Prvi Fickov zakon
{\displaystyle j=-D{\frac {\partial c}{\partial x}}\!\,.}
Prvi Fickov zakon ima podobno obliko kot drugi zakoni, ki opisujejo transportne pojave: gostota masnega toka j je premo sorazmeren koncentracijskemu gradientu, sorazmernostni faktor je difuzijska konstanta D.

### Drugi Fickov zakon
{\displaystyle {\frac {\partial c}{\partial t}}=D{\frac {\partial ^{2}c}{\partial x^{2}}}\!\,.}
Drugi Fickov zakon ali difuzijsko enačbo izpeljemo iz prvega, če upoštevamo še kontinuitetno enačbo:
{\displaystyle {\frac {\partial c}{\partial t}}=-\nabla {\vec {\mathbf {j} }}\!\,.}

### Difuzijska hitrost plinov
Difuzijska hitrost plinov je bistveno odvisna od molske mase plina: plini z manjšo molsko maso se razširjajo hitreje od plinov z večjo molsko maso.

## Difuzija v trdnih snoveh
Tudi v trdnih snoveh se atomi lahko premikajo, kar se zdi mnogim presenetljivo. Številne kemijske reakcije v trdnem potekajo le preko difuzije v trdnem ali t. i. prenosa atomov znotraj okvira kristalne strukture. Difuzija poteka zaradi prisotnosti točkovni napak v kristalnih strukturi. Osnovni pogoj za to je le, da je temperatura dovolj visoka; nekje nad 0,3 tališča. To pomeni, da je pri sobni temperaturi (približno 300 K) difuzija v bakru, ki ima tališče pri 1360 K, zanemarljiva, v svincu, ki ima tališče pri 600 K, pa ne! Brez difuzije v trdnem stanju toplotna obdelava kovinskih in keramičnih materialov ne bi bila mogoča.
Difuzijo v trdnem bi najlažje predstavili na primeru kovine. Z žarjenjem pravkar ulite zlitine povzročimo, da se atomi topljenca premaknejo iz področij z visoko koncentracijo na področja, kjer teh atomov primanjkuje. S takim procesom zagotovimo, da so razlike v koncentraciji čim manjše. Kakorkoli že, difuzija v kristalnih trdnih snoveh je posledica naključnega gibanja atomov v kristalni mreži. Vsakršna očitna urejenost je zgolj stranski produkt razlik v sestavi in vezavnih energijah. Ravnovesje, ki ga material doseže po daljšem času, je natanšno določeno s termodinamiko sistema. Na primer, zlitina bakra (Cu) in niklja (Ni), ki jo žarimo, lahko pri visoki temperaturi tvori trdno mešanico, pri nizki temperaturi pa lahko ista zlitina pride v mešanico dveh faz. Gonilna sila za atomsko difuzijo je razlika v prosti energiji sistema ali bolje razlika v kemičnem potencialu. Prav te razlike zarišejo pot po kateri bo potekala difuzija, torej način, po katerem se bodo lokalno spreminjale koncentracije. Vseeno pa je v ospredju še vedno premikanje samih atomov, ki določa kinematiko reakcije in določa, kako hitro bo material dosegel termodinamično ravnovesje.
V trdnem stanju ločimo dva glavna mehanizma premikanja atomov:
- intersticijska difuzija in
- substitucijska difuzija.

### Intersticijska difuzija
Predvsem za kovinske atome lahko rečemo, da imajo obliko pravilne krogle. V trdnem stanju so atomi navadno zloženi tako gosto, kot je le mogoče, vendar kljub temu ostanejo med njimi prazni prostori, ki jih imenujemo vrzeli ali intersticije. Ta mesta lahko zasedejo atomi, ki so za vsaj 40 % manjši od atomov osnovne kovine. Pri dovolj visoki temperaturi ti intersticijski atomi preskakujejo iz vrzeli v vrzel. To praktično izkoriščamo pri naogljičenju in nadušičenju površine jekla (toplotni obdelavi cementiranje in nitriranje).
Intersticijski atom lahko preskakuje iz ene vrzeli v drugo (sosednjo). Pri tem se morajo atomi osnove razmakniti. Za to je potrebna energija, ki jo imenujemo migracijska energija. Vir energije je toplotna energija, ki narašča s temperaturo. To tudi pomeni, da število preskokov in s tem hitrost difuzije naraščata s temperaturo.

### Substitucijska difuzija
To je mehanizem premikanja atomov v čistih kovinah (samodifuzija) ali tujih atomov, ki so podobne velikosti ali večji kot osnovni atom. Ti atomi zasedajo mesta v kristalni mreži. Na sosednje mesto se lahko premaknejo le, če imajo dovolj energije in če je to mesto prazno – tam je točkasta kristalna napaka praznina.
Na sosednje mesto lahko skoči le atom, ki ima dovolj energije, pa še to le v primeru, če je le-to prazno.